# Ipercheratosi epidermolitica
L'ipercheratosi epidermolitica è una forma di ittiosi, che per sua natura si manifesta già all'atto della nascita; fu scoperta da Brocq nel 1902.

## Epidemiologia
La sua diffusione è rara: è stato calcolato che la malattia colpisca 1 su 100 000 o 500 000 persone (a seconda degli studi).

## Sintomatologia
I sintomi e i segni clinici presentano una forma grave di ipercheratosi (ispessimento della cute), eritema diffuso e con presenza di piccole verruche sul tutto il corpo, più raramente sulle mani e sui piedi, mentre sugli arti inferiori frequentemente si mostra la presenza di bolle.

## Eziologia
Le cause sono relegate alla genetica, vi sono alterazioni nella cheratina 1 o 10.

## Terapia
Come terapia farmacologica si somministrano retinoidi in forma orale, che hanno ottenuto buoni risultati.

## Curiosità
La patologia viene utilizzata da Bob Kane per creare il personaggio di Killer Croc, feroce criminale divenuto un mostro terrificante a causa di essa. Ovviamente, si tratta di una mera esagerazione a fini artistici. Non sono mai stai registrati casi simili a quello riportato nel fumetto.